# Jozef Van Braekel
Jozef Van Braekel (9 december 1944) is een Belgische politicus voor CD&V. Hij was burgemeester van Sint-Laureins.

## Biografie
Van Braekel werkte als leraar scheikunde aan het Don Boscocollege in Zwijnaarde. In 1976 werd hij schepen in Sint-Laureins en in 1989 werd hij er burgemeester. Hij werd bij de volgende verkiezingen telkens herverkozen als gemeenteraadslid en werd ook telkens opnieuw voorgedragen als burgemeester. Hij bleef burgemeester tot 2006, toen hij lijstduwer was tijdens de gemeenteraadsverkiezingen. Hij werd als burgemeester opgevolgd door partijgenoot Annick Willems.
 Van Braekel bleef nog in de gemeenteraad zetelen, tot hij in 2009 zijn politieke loopbaan beëindigde.